# Zweigelt
Zweigelt je rdeča sorta vinske trte, ki jo je leta 1922 s križanjem modre frankinje in pinota St. Laurent (Šentlovrenka) ustvaril Fritz Zweigelt na Državnem institutu za vitikulturo in pomologijo v Klosterneuburgu (Avstrija). 
Zweigelt naj bi vseboval najboljše kvalitete svojih staršev: odpornost proti mrazu, pozno poganjanje in zgodnjo trgatev. Danes je to najbolj razširjena sorta v Avstriji. 